# 水痘
水痘（すいとう）は、水痘・帯状疱疹ウイルス（varicella-zoster virus, VZV）の感染による感染症の一種。一般に水疱瘡（みずぼうそう）または水ぼうそうとしても知られている。
英語では chicken pox や varicellaと呼ばれる。日本では、感染症法の第5類感染症に指定されており、学校保健安全法による第2類学校感染症に分類されている。

## 疫学
水痘・帯状疱疹ウイルス（VZV）の自然宿主はヒトのみであるが、世界中に分布しており、接触感染、飛沫感染、空気感染で感染する。季節的には毎年12 - 7月に多く8 - 11月に減少する。
発疹を生じ、紅斑（皮膚表面が赤くなる）、水疱（水ぶくれ）、膿疱（粘度のある液体を含む水疱）と経過し、痂皮化（かひか、かさぶたへの変化）してから治癒に至る。しかし、その後も水痘・帯状疱疹ウイルス（VZV）は知覚神経節サテライト細胞に潜伏し続け、がんや加齢などの原因により、このウイルスに対する特異的細胞性免疫能の低下により再活性化する。この再活性化により知覚神経を通って皮膚で再び増殖した状態が帯状疱疹である。

## 原因
ヘルペスウイルス科の水痘・帯状疱疹ウイルス (varicella-zoster virus, VZV) の初感染による。感染経路は接触感染、飛沫感染、空気感染で、発疹出現の1-2日前から出現後4-5日あるいは痂皮化するまで感染力がある。特に発疹出現1 - 2日前から出現当日までは感染力が高いとされている。
感染力は麻疹に比べると弱いが、ムンプスや風疹よりは強い。水痘の基本再生産数{\displaystyle R_{0}}は10-12である。また、流行を抑制するための集団免疫率は90パーセント以上とされる。

## 症状
潜伏期は通常は2週間程度であるが、免疫不全患者ではさらに長くなることがある。子供の場合は通常発疹が初発症状であるが、成人の場合は発疹出現以前に1 - 2日の発熱と全身倦怠感を伴うことがある。
発疹は全身性で紅斑、丘疹を経て短時間で水疱に変化する。発疹は通常は頭皮、体幹、四肢の順に出現し、体幹部に最も多くみられ、数日間にわたって次々と新たな発疹が発生する。発疹は掻痒感（かゆみ）を伴うが、水疱を手で引っかくなどして化膿すると傷跡になることがある。
一般的には倦怠感と38℃前後の発熱が2 - 3日続き、発疹は水疱から膿疱となり、さらに痂皮（かさぶた）となって治癒に至る。しかし、1歳以下、15歳以上、妊婦の場合には合併症を引き起こす確率が高く、皮膚の二次性細菌感染、脱水、肺炎、中枢神経合併症（無菌性髄膜炎や小脳炎など）をきたすことがある。
成人で初感染すると小児のときよりも重症化しやすく水痘肺炎を合併することも多くなる。
妊婦と水痘の関係については、妊娠中に水痘に初感染した場合は非妊娠時よりも重症化しやすく、妊娠末期では肺炎の合併が増加する。また、胎児と水痘の関係では、水痘・帯状疱疹ウイルス（VZV）が経胎盤的に胎児に移行して影響を与えることがあり、特に妊婦が妊娠20週までに水痘に罹患した場合には子どもに先天性水痘症候群のリスクがある。影響は感染の時期により異なるが、感覚神経の異常、視覚原器の障害、頸髄と腰仙髄の障害、中枢神経系障害などの症状が起きることがある。

## 診断
臨床的診断（水痘にみられる典型的な皮膚所見）とウイルス学的診断があり、後者には血清学的診断とVZVの検出がある。

## 治療
抗ウイルス療法として抗ウイルス薬であるアシクロビル（ACV）やバラシクロビルなどの投与が行われる。発症後48時間以内にACVを投与することは、軽症化や罹病期間の短縮に有効と考えられている。なお、妊婦については慎重に検討され、「産婦人科診療ガイドライン産科編 2014」では水痘患者と濃厚接種した水痘抗体がない可能性が高い妊婦に対する予防的免疫グロブリンの投与、水痘に感染した妊婦へのACV投与を考慮するとしている。
対症療法として、かゆみに対して石炭酸亜鉛華リニメント（カルボルチンクリニメント、カチリ）や抗ヒスタミン薬が処方される。
なお、急性期に小児に対してアスピリンなどの解熱剤を使用すると、激しい嘔吐や意識障害、痙攣などを生じるライ症候群を引き起こすことがある。

## 予防

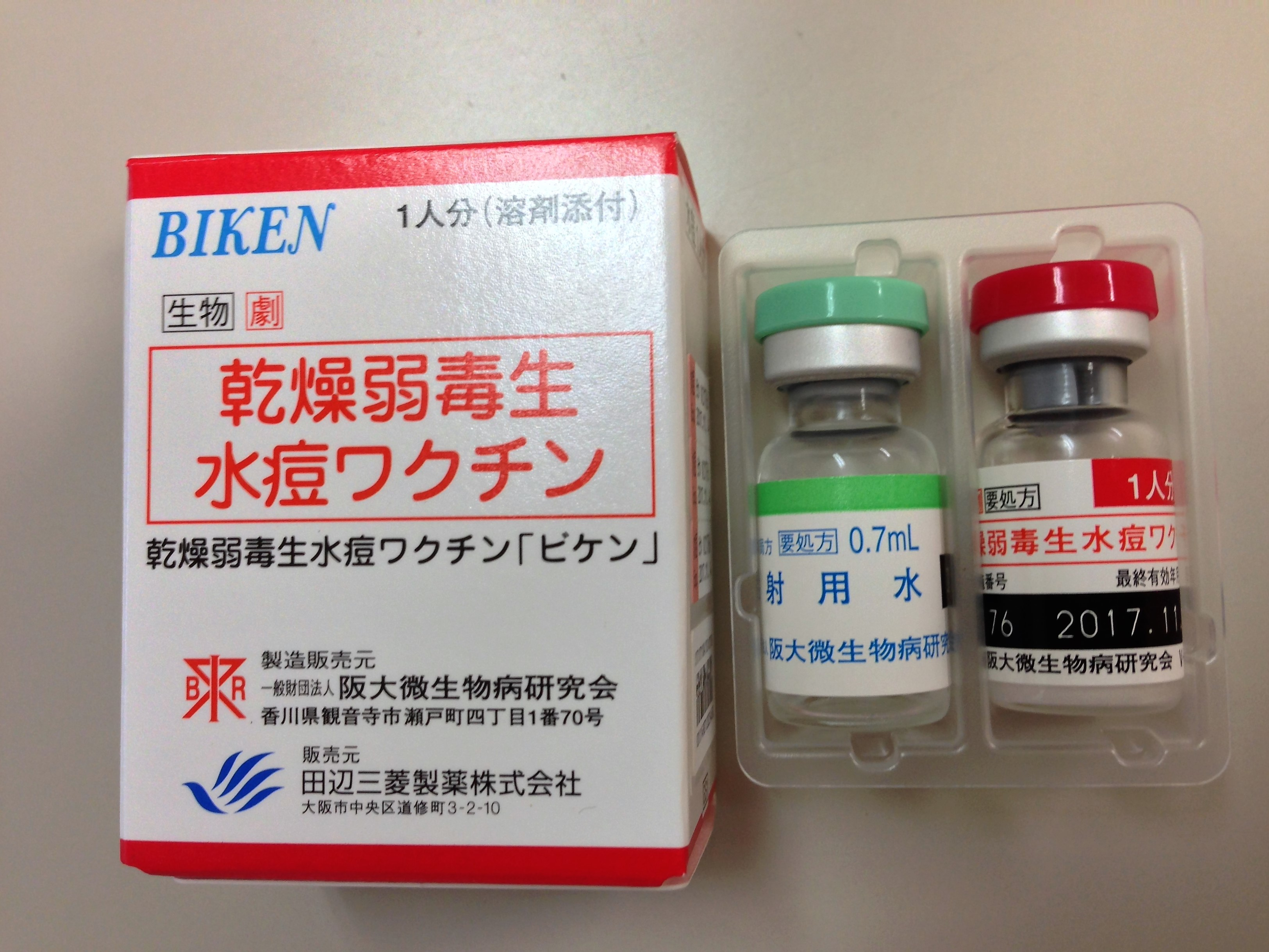
水痘ワクチン・帯状疱疹ワクチン

水痘・帯状疱疹ワクチン（生ワクチン）の予防接種が予防法となる。ワクチンは1974年に日本で開発されたワクチンで、岡株は世界で唯一の水痘ワクチン株である。
水痘患者と接触（空気感染が主なので直接触るという意味ではなく、同一フロアにいると言う意味）してしまった後でも、72時間以内にワクチン接種することで発症の予防または症状の軽減が期待できる。

### 日本
日本でも2014年10月1日から定期接種となった。1歳になったらなるべく早く1回目を接種し、その6 - 12か月後に2回目を接種することが推奨される。なお、2015年5月には定期接種化により小児の入院事例が過去10年で最も少なかったことが報告されている。
定期接種の対象者とスケジュール
- 生後12か月から生後36か月にいたるまでの児（1歳から3歳の誕生日の前日まで）
  - 1回目を1歳0か月 - 1歳3か月の間、1回目終了から3か月以上あけて、標準的には6 - 12か月までの間隔をおいて2回目。
- 生後36か月から生後60か月にいたるまでの児（3歳から5歳の誕生日の前日まで）
  - 1回接種。経過措置として2014年10月 - 2013年3月31日まで限定。

ただし、既に水痘に罹患したことがある場合は対象外。任意接種として既に水痘ワクチンの接種を受けたことがある場合は、既に接種した回数分の接種を受けたものとみなす（経過措置対象者も含む）。

### アメリカ合衆国
アメリカ合衆国では、1996年から定期接種を開始し、2006年に2回目の水痘ワクチン接種時期を4 - 6歳とした。

## 帯状疱疹との関係

### 再活性化
帯状疱疹ウイルス（VZV）は初感染後、脊髄後根神経節（知覚神経節サテライト細胞）に潜伏し続けるが、長期間無症状のままである。しかし、がんや加齢、精神的ストレス、糖尿病などの原因により、このウイルスに対する特異的細胞性免疫能が低下して再活性化し、これが神経の支配領域に限局して疾患を引き起こしたものが帯状疱疹である。

### 発症者数の関係
宮崎県内の医療機関が1997 - 2006年に行った4万8388例（男2万181人、女2万8207人）に対する調査では、8月に多く冬は少なく、帯状疱疹と水痘の流行は逆の関係にあった。この現象は、20 - 40歳代の子育て世代に顕著なため、水痘の子供と接したことによるブースター効果（追加免疫効果）が働いたと考えられている。